# Rudolf Emons
Rudolf Emons (* 18. Februar 1945 in Bad Nenndorf) ist ein deutscher Anglist.

## Leben
Nach der Promotion zum Dr. phil. an der Universität Heidelberg 1973 und Habilitation in Heidelberg 1980 wurde er Professor für Englische Sprache und Kultur in Passau 1981. Er lebt in Passau-Hacklberg.
Seit 2021 ist er Mitglied im Netzwerk Wissenschaftsfreiheit.

## Schriften (Auswahl)
- Valenzen englischer Prädikatsverben. Tübingen 1974, ISBN 3-484-10214-4.
- Englische Nominale. Konstituenz und syntagmatische Semantik. Tübingen 1982, ISBN 3-484-30121-X.
- Hg.: Sprache transdisziplinär. Frankfurt am Main 2003, ISBN 3-631-50814-X.